# Batalla del Cefís
La batalla del Cefís o, més correctament, batalla d'Halmirós fou un fet d'armes esdevingut el 15 de març del 1311 entre els francs del Ducat d'Atenes i els seus vassalls, comandats per Gualter V de Brienne, i els almogàvers de la Gran Companyia Catalana. El resultat fou una victòria decisiva dels catalans. Ha estat descrita com una de les batalles més extraordinàries de la història.
Després d'entrar en conflicte amb l'Imperi Romà d'Orient, que els havia contractat per combatre els beilicats turcs d'Anatòlia, els almogàvers havien penetrat el sud dels Balcans fins a arribar al sud de Grècia el 1309. El nou duc d'Atenes, Gualter V de Brienne, els oferí passar al seu servei per fer la guerra al senyor grec de la regió de Tessàlia, adjacent als seus dominis. Els almogàvers compliren la seva part del tracte i conqueriren gran part d'aquestes terres en nom seu, però Gualter es negà a pagar-los la soldada que els devia i es disposà a expulsar-los per la força. Els dos exèrcits es trobaren a Halmirós, al sud de Tessàlia (o, segons una interpretació obsoleta, a les vores del riu Cefís, prop d'Orcomen). Els catalans, en clara inferioritat numèrica i debilitats per la reticència dels seus auxiliars turcs a implicar-se en la contesa, triaren l'escenari de la batalla i es feren forts darrere d'un aiguamoll que saturaren amb encara més aigua.
Gualter, altiu per naturalesa, ordenà una càrrega directa contra la línia catalana confiant en el valor i la destresa de la seva cavalleria pesant, formada pel bo i millor de la Francocràcia. L'aiguamoll esmorteí l'atac franc i la infanteria catalana es mantingué ferma. El retorn dels turcs al costat dels almogàvers convertí el combat en una massacre en la qual perderen la vida Gualter i gairebé tots els cavallers del seu regne. Com a resultat de la batalla, els catalans es feren amos i senyors del Ducat d'Atenes, que havia quedat escapçat, i el governaren fins a la dècada del 1380.

## Antecedents

Partició de l'Imperi Romà d'Orient el 1204

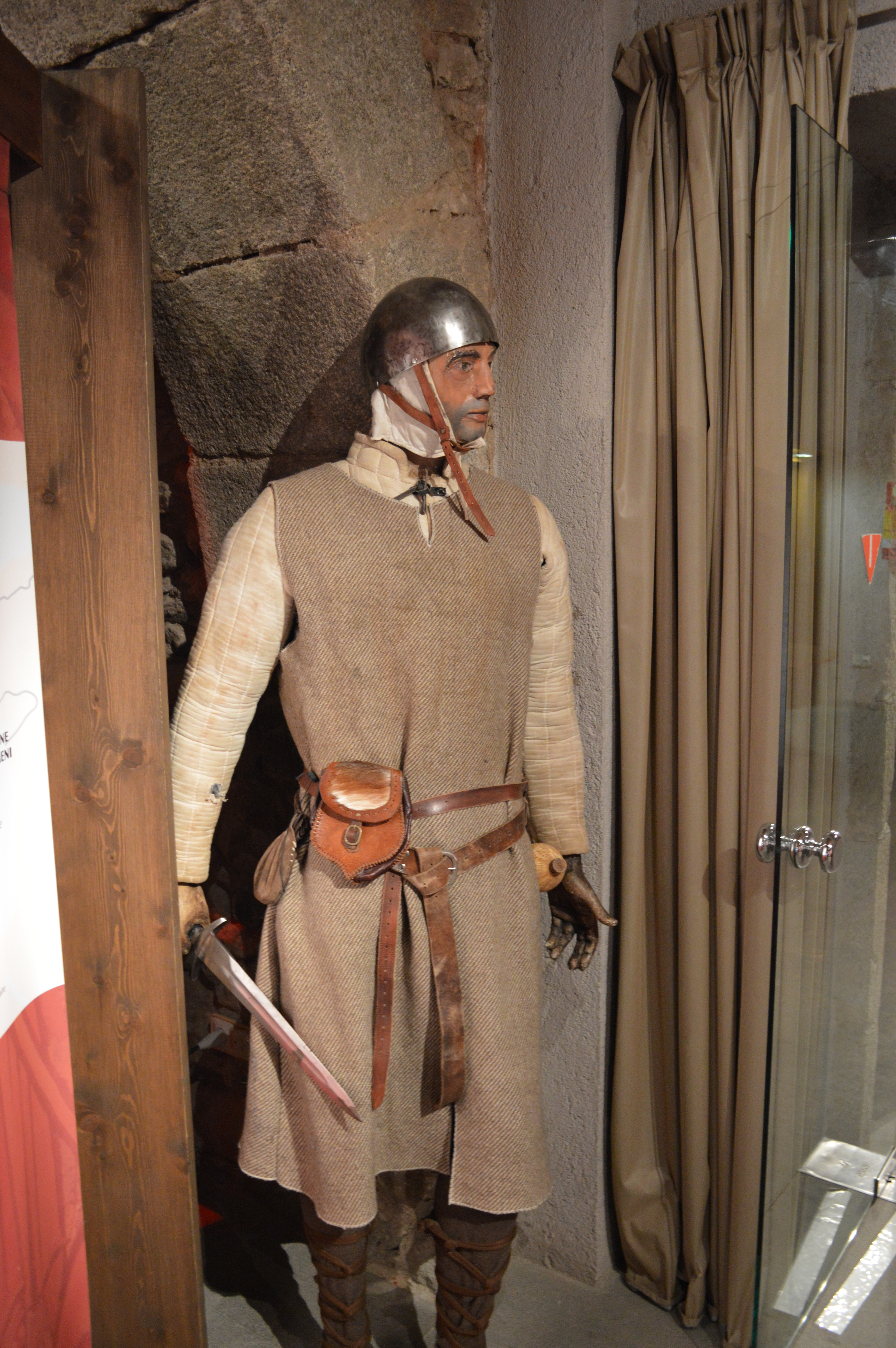
Reproducció de la indumentària d'un almogàver en l'exposició «Els temps dels almogàvers. La crònica de Ramon Muntaner», al Museu Etnològic del Montseny

## Batalla

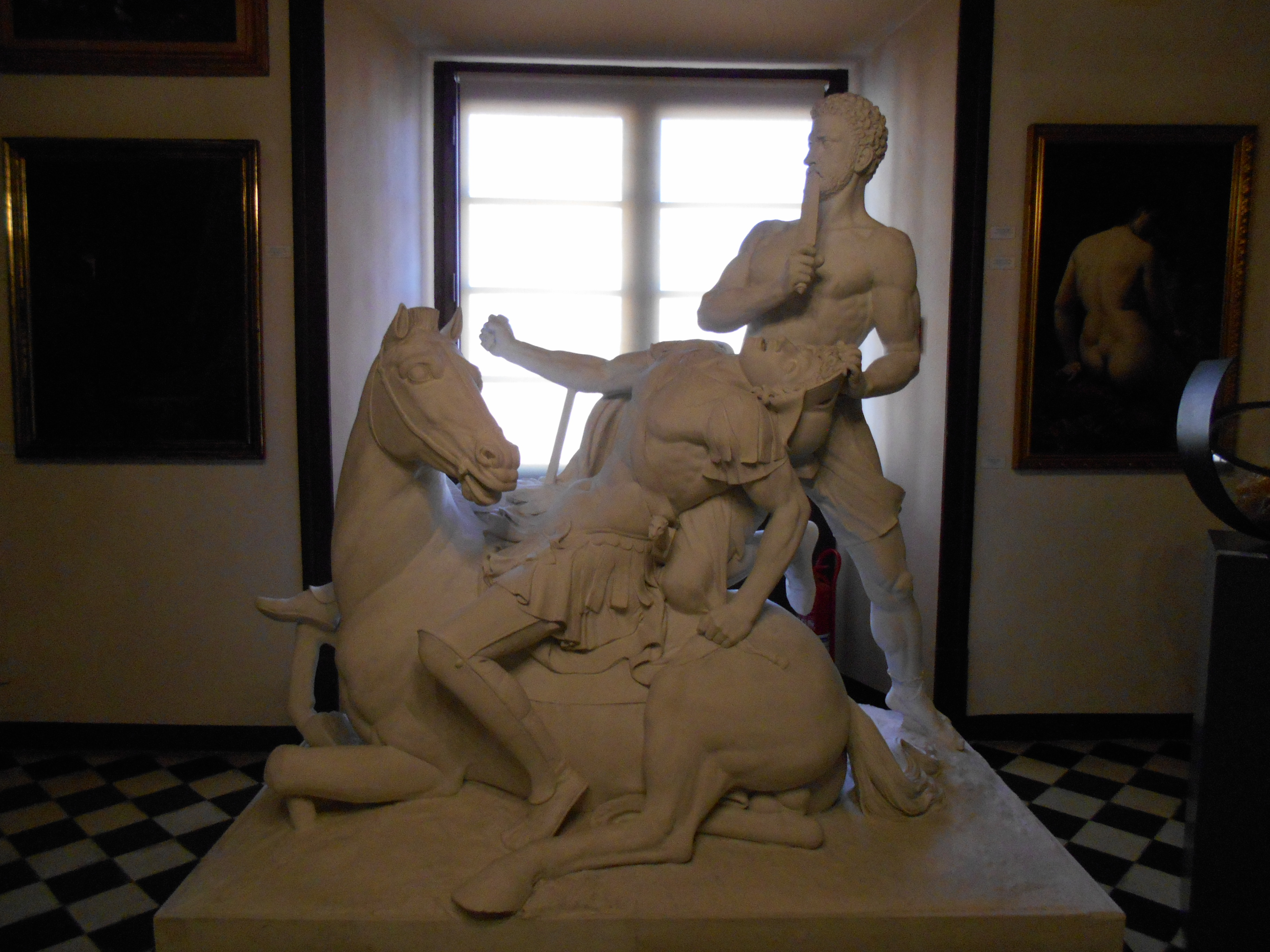
Almogàver matant un cavaller francès (1836), estàtua de Damià Campeny i Estrany (Reial Acadèmia Catalana de Belles Arts de Sant Jordi)

## Conseqüències

Els ducats d'Atenes i de Neopàtria en la Corona d'Aragó